# Comunidad de Teruel
Comunidad de Teruel is een comarca van de Spaanse provincie Teruel. De hoofdstad is Teruel, de oppervlakte 2791,60 km2 en het heeft 43.273 inwoners (2002).

## Gemeenten
Ababuj, Aguatón, Aguilar del Alfambra, Alba, Alfambra, Almohaja, Alobras, Alpeñés, Argente, Camañas, Camarillas, Cañada Vellida, Cascante del Río, Cedrillas, Celadas, Cella, Corbalán, Cubla, El Cuervo, Cuevas Labradas, Escorihuela, Fuentes Calientes, Galve, Jorcas, Libros, Lidón, Monteagudo del Castillo, Orrios, Pancrudo, Peralejos, Perales del Alfambra, El Pobo, Rillo, Riodeva, Santa Eulalia, Teruel, Tormón, Torrelacárcel, Torremocha de Jiloca, Tramacastiel, Valacloche, Veguillas de la Sierra, Villarquemado, Villastar, Villel en Visiedo.